# Тинь
Тинь (фр. Tignes) — коммуна во Франции, находится в регионе Рона — Альпы. Департамент коммуны — Савойя.
Горнолыжный курорт. В Тине на зимних Олимпийских играх 1992 года проводились соревнования по фристайлу, а также зимние Паралимпийские игры 1992. Вместе с городком Валь-д'Изер образует горнолыжную зону Эспас Килли.
Коммуна расположена приблизительно в 510 км к юго-востоку от Парижа, в 165 км восточнее Лиона, в 80 км к востоку от Шамбери.

## Экономика
В 2007 году среди 1691 человека в трудоспособном возрасте (15-64 лет) 1482 были экономически активными, 209 — неактивными (показатель активности — 87,6 %, в 1999 году было 88,5 %). Из 1482 активных работало 1457 человек (801 мужчина и 656 женщин), безработных было 25 (11 мужчин и 14 женщин). Среди 209 неактивных 95 человек были учениками или студентами, 59 — пенсионерами, 55 были неактивными по другим причинам.

## Фотогалерея
- Тинь
- Дамба
- Карта коммуны